# Shivatkar (Nira)
Shivatkar (Nira) é uma vila no distrito de Pune, no estado indiano de Maharashtra.

## Demografia
Segundo o censo de 2001, Shivatkar (Nira) tinha uma população de 10,135 habitantes. Os indivíduos do sexo masculino constituem 51% da população e os do sexo feminino 49%. Shivatkar (Nira) tem uma taxa de literacia de 73%, superior à média nacional de 59.5%: a literacia no sexo masculino é de 79% e no sexo feminino é de 66%. Em Shivatkar (Nira), 13% da população está abaixo dos 6 anos de idade.